# Lewis Grabban
Lewis James Grabban (London, Anglia, 1988. január 12. –) Angliában született jamaicai labdarúgó, aki 2018 óta a Nottingham Forest játékosa. Csatárként és szélsőként is bevethető.

## Pályafutása

### Crystal Palace
Grabban 13 éves korában került a Crystal Palace ifiakadémiájára, ahol 2004-ben kapta meg első hivatalos ifiszerződését. A felnőtt csapatban 2005. augusztus 23-án, egy Walsall ellen 3-0-ra megnyert Ligakupa-meccsen mutatkozott be. A következő fordulóban, szeptember 20-án, a Coventry City ellen szintén lehetőséget kapott, ezúttal csereként beállva. 2006 májusában az ifiakadémia legjobbjának választották.
2006. augusztus 16-án egy hónapra kölcsönvette az Oldham Athletic. Három nappal később, egy Millwall elleni 1-0-s vereséggel végződő meccsen debütált. Szeptember 15-én az Oldham még egy hónappal meghosszabbította kölcsönszerződését. Miután minden sorozatot egybevéve tíz mérkőzésen játszott a csapatban, október 10-én a Crystal Palace visszahívta.
A bajnokságban 2007. február 20-án játszhatott először a Palace színeiben, egy Southend United elleni meccsen. Március 14-én megszerezte első gólját a felnőtt csapatban, a West Bromwich Albion ellen. A skót Motherwell 2007. augusztus 31-én 2008 januárjáig kölcsönvette. A Heart of Midlothian ellen debütált, szeptember 3-án. A Crystal Palace-hoz 2008. január 2-án tért vissza, majd tíz nappal később pályára is lépett, a Wolverhampton Wanderers ellen. Egy héttel később lejátszotta utolsó mérkőzését a csapatban, a Bristol City ellen.

### Millwall
2008. január 21-én a városi rivális Millwall 150 ezer fontért leigazolta Grabbant, aki három és fél éves szerződést írt alá a klubbal és megkapta a 10-es számú mezt. Január 23-án, a Nottingham Forest ellen mutatkozott be új csapatában, egy hónappal később, a Port Vale 3-0-s legyőzése során pedig első gólját is megszerezte. A következő két meccsen szintén betalált, előbb a Luton Town elleni 1-1-es találkozón egyenlített, majd ő szerezte az első gólt a Swansea City 2-1-es legyőzésekor.
A 2008/09-es szezon első meccsén gólt szerzett korábbi csapata, az Oldham Athletic ellen, melynek köszönhetően csapata 3-1-es előnnyel fejezte be az első félidőt, végül azonban az Oldham nyert 4-3-ra. Augusztus 30-án szintén gólt lőtt a Huddersfield Town 2-1-es legyőzése során, valamint a következő meccsen, a Hartlepool United ellen is eredményes volt.
Ezután jó formába lendült, kilenc meccsen négy gólt szerzett, a Swindon Town, a Colchester United, a Hereford United és a Chester ellen is betalált. A Millwall végül az ötödik helyen végzett, így indulhatott a másodosztályba való feljutásért vívott rájátszásban, de a döntőben kikapott a Scunthorpe Unitedtől.

### Brentford
2010. március 25-én a Brentford a szezon végéig kölcsönvette Grabbant. Két nappal később bemutatkozott új csapatában és rögtön győztes gólt szerzett a Leyton Orient ellen. Következő góljára április 10-ig kellett várni, a Huddersfield Town ellen. He scored twice in 7 appearances Hét bajnokin két gólt szerzett, mielőtt a Millwall április 25-én idő előtt visszahívta volna. A Brentford menedzsere, Andy Scott csalódottságát fejezte ki a játékos elvesztése miatt.
2010. október 8-án ismét kölcsönvette a Brentford, ezúttal egy hónapra. Másnap, az Oldham Athletic ellen lépett pályára először, első gólját pedig november 2-án szerezte, miután értékesített egy büntetőt a Bournemouth ellen. Másnap kölcsönszerződését két hónappal meghosszabbították, így január 4-ig maradt a csapatnál. 2011. január 24-én a klub végleg leigazolta Grabbant, miután szabadon igazolhatóvá vált. A Milton Keynes Dons és a Walsall elleni találata után, 2011. május 7-én a Huddersfield Town ellen duplázni tudott. Utóbbi az utolsó meccse volt a csapat színeiben. A kölcsönidőszakokat is beleszámolva Grabban összesen 32 meccsen játszott a Brentfordban és hét gólt szerzett.

### Rotherham United
A Rotherham United 2011. július 4-én leigazolta Grabbant, aki két évre írt alá. Itt ismét együtt dolgozhatott a korábbi Brentford menedzserrel, Andy Scott-tal. Első meccsét augusztus 6-án játszotta, az Oxford United ellen és egy kapáslövésből látványos gólt szerzett, mellyel csapata meg is nyerte a mérkőzést. Szeptember 10-én, a Dagenham & Redbridge ellen duplázni tudott, majd egy héttel később, a Torquay United ellen ismét két gólt szerzett. A következő hónapban három napon belül kétszer is eredményes volt, előbb a Shrewsbury Town, majd a Morecambe ellen. Novemberben három egymást követő győztes találkozón is betalált, az Aldershot Town és a Bradford City ellen egyszer-egyszer, míg a Barrow ellen az FA Kupában kétszer. December 3-án harmadik gólját is megszerezte az FA Kupában, a Shrewsbury ellen, de csapata végül 2-1-es vereséggel kiesett.
2012-ben már január 2-án megszerezte első találatát, a Bradford 3-0-s legyőzése során. Három nappal később a Crawley Town 100 ezer fontos ajánlatot tett érte, de a Rotherham visszautasította azt. Andy Scott nevetségesen alacsonynak nevezte az összeget egy olyan játékosért, mint Grabban. A játékos eredményes szezont zárt, 21 gólt szerzett, így ismét felmerültek a jövőjével kapcsolatos találgatások. 2012. május 21-én több olyan hitelesnek tűnő értesülés is megjelent, hogy a klub és Grabban is megegyezett a Crawley Townnal, de a Rotherham vezetőedzője, Steve Evans később ezt tagadta.

### Bournemouth
2012. május 31-én a Bournemouth leigazolta Grabbant. A hírek szerint a klub 300 ezer fontot fizetett érte. Augusztus 14-én, egy Oxford United elleni Ligakupa-meccsen mutatkozott be a csapatban. A mérkőzés büntetőpárbajban dőlt el, az Oxford jutott tovább, de Grabban belőtte a maga tizenegyesét. A bajnokságban négy nappal később, a Portsmouth ellen lépett pályára első alkalommal a klub színeiben. Első gólját augusztus 21-én, az MK Dons ellen szerezte. Októberben két gólt is szerzett, előbb a Leyton Orient, majd a Carlisle United ellen volt eredményes. November 17-én megszerezte első mesterhármasát, az Oldham Athletic 4-1-es legyőzése során.
A Bournemouth feljutott a másodosztályba és Grabban pályára lépett a szezonnyitón, a Charlton Athletic ellen, ahol két gólt szerezve 2-1-es sikerhez segítette csapatát. Következő két meccsén szintén szerzett egy-egy gólt, előbb a Watford, majd a Wigan Athletic ellen. A remek formában lévő Grabbant több csapat, többek között a Brighton & Hove Albion is szerette volna leigazolni, de 2014. január 18-án új, három és fél éves szerződést kötött csapatával, ezzel véget vetve a találgatásoknak. Ugyanezen a napon gólt szerzett a Watford elleni 1-1-es találkozón. A szezon során összesen 44 bajnoki mérkőzésen 22 gólt szerzett.

### Norwich City
Januári szerződéshosszabbítása ellenére Grabban 2014. június 6-án a Norwich Cityhez szerződött. Az átigazolási összeget nem hozták nyilvánosságra a felek, de egyes források szerint 3 millió fontot fizetett érte új klubja. A szezon első meccsén, a Wolverhampton Wanderers ellen debütált, első gólját pedig a második fordulóban szerezte, a Watford ellen. Augusztus 23-án a Norwich az ő góljával győzte le a rivális Ipswich Townt. Ez négy meccs alatt a negyedik gólja volt. 42 bajnokin összesen 13 gólt szerzett a csapatban, mellyel ő is hozzájárult ahhoz, hogy a klub feljutott a Premier League-be.

### Visszatérés a Bournemouth-hoz
2016. január 11-én Grabban ismeretlen összeg ellenében visszatért a már szintén a Premier League-ben szereplő Bournemouth-hoz és az idényben 16 alkalommal lépett pályára, de a gólokkal adós maradt.
 
Januárig 6 találkozón kapott lehetőséget, de formája nem javult, így kölcsönadták a Reading együttesének.

#### Kölcsönben a Readingnél
2017. január 31-én írta alá kölcsönszerződését, amely  2016/17-es idény végéig szólt.
17 mérkőzésen 3 alkalommal talált a hálóba és a rájátszás döntőjében is pályára lépett a Huddersfield Town ellen.

#### Kölcsönben a Sunderlandnél
2017. július 26-án a Sunderlandhez kötelezte el magát és egy szezon erejéig kölcsönben szerepelt a Fekete macskáknál. Első mérkőzésén rögtön betalált a Derby County ellen. 
A következő találkozón a Norwich City ellen, két gólt és egy öngólt jegyzett.
20 mérkőzésén 12 gólt termelt és 2018. január 5-én, visszatért a Bournemouth-hoz, igaz a csapatban nem sikerült a helyét bebiztosítania.

#### Kölcsönben az Aston Villánál
A 2017/18-as bajnokság végéig szerződött január 31-én a birminghami együtteshez.
A Preston North End ellen talált be első alkalommal 2018. február 20-án.
A Villánál töltött időszak alatt 15 mérkőzésen 8 gólt szerzett és csapatával bejutott a rájátszásba, ahol a Middlesbrough ellen ugyan továbbléptek, azonban a döntőben a Fulham ellen elbuktak.
Matěj Vydra után, 20 góljával a második helyen végzett a góllövőlistán.

### Nottingham Forest
2018. július-án 6 millió fontért, 4 évre igazolt a nottinghami csapathoz.

### Válogatottban
Bár Londonban, Angliában született, Grabban a jamaicai válogatottban is szerepelhet felmenői révén. 2014 májusában Winfried Schäfer szövetségi kapitány szerette volna behívni Jamaica Szerbia elleni barátságos mérkőzésére, de végül útlevélproblémák miatt nem játszhatott. 2015. február 27-én ismét behívták a válogatottba, Venezuela és Kuba ellen, de nem kapott játéklehetőséget.